# Allium ebusitanum
Allium ebusitanum — вид трав'янистих рослин родини амарилісові (Amaryllidaceae), поширений у пн. Алжирі, Тунісі, на Балеарських островах.

## Поширення
Поширений у пн. Алжирі, Тунісі, на Балеарських островах (Ібіца).